# Phytocoris caryae
Phytocoris caryae är en insektsart som beskrevs av Knight 1923. Phytocoris caryae ingår i släktet Phytocoris och familjen ängsskinnbaggar. Inga underarter finns listade i Catalogue of Life.